# Львівська правнича гімназія
Львівська правнича гімназія — середній загальноосвітній навчальний заклад II—III ступенів з поглибленим вивченням правознавства та економіки. 

## Історія
Тривіальна школа Святої Анни закладена при костелі Святої Анни 1791 року. До 1855 року навчання велося німецькою мовою. У 1871 році головна чоловіча школа Святої Анни налічувала 287 учнів, а наприкінці XIX століття мала подвійну кількість постійних викладачів, адже 6-класна школа була поєднана з 4-класною. До школи було записано 679 учнів, ще 672 були відвідуючими учнями (вільнослухачами). Функціонувала також доповнююча промислова школа. 
У 1853 було відкрито окрему 3-класну школу Святої Анни для дівчат. 1871 році вона налічувала 204 учениці, школа була розташована в орендованому приміщенні. Наприкінці XIX століття виділова жіноча 6-класна школа Святої Анни складалася з 16 відділів — в 4 вищих класах вчилися 286 учениць, у відділах 4 нижчих класів — 477 учениць, разом 763 учениці. В школі відбувалася доповнююча наука для дівчат віком від 12 до 15 років, яких вчили також науці прання та прасування. 
Упродовж довгих років школа, що утримувалася коштом міста, була розташована в різних орендованих приміщеннях Городоцького передмістя. 1884 року школа отримала власну будівлю на розі вулиць Казимирівської (нинішня вулиця Городоцька) та Святої Анни (нинішня вулиця Леонтовича), споруджену за проєктом, виконаним у Міському будівельному уряді під керівництвом львівського архітектора Юліуша Гохберґера. Школа збудована з червоної цегли у романо-готичному стилі прийняла 1000 дітей Городоцького передмістя для навчання у 20 шкільних приміщеннях. У 1891 році Дирекція будівництва після консультації зі шкільним інспектором та Міським фізиком замовила для шкіл дерев'яні лавки системи Лікрота. Початково будинок школи був Г-подібної форми, де фактично містилося дві школи: корпус від вул. Казимирівської — школа для дівчат, а вздовж вул. Святої Анни — для хлопців.
На початку XX століття за проєктом архітектурного бюро Міхала Уляма добудували з боку нинішньої вулиці Кучера північне крило школи зберігаючи стиль попередньої будівлі. 
По закінченню другої світової війни в ній діяли російська середня школа робітничої молоді № 5, неповні середні школи № 43 (з російською мовою викладання) та № 38 (жіноча), а також середня школа № 44 (чоловіча), що у 1970-х роках були об'єднані в один навчальний заклад — СЗОШ № 11, яку в 1999 році реорганізовано у спеціалізовану СЗОШ № 11 з поглибленим вивченням природничих та гуманітарних дисциплін. З вересня 2003 року — Львівська правнича гімназія з поглибленим вивченням правознавства та економіки. Також у цьому будинку (вхід з боку вул. Леонтовича) міститься книгарня «Світ знань». 
Будівля гімназії внесена до Реєстру пам'яток архітектури місцевого значення під охоронним № 626-м.

## Архітектура
Будівля розміщена на торцевій ділянці кварталу, між вулицями Городоцькою, Леонтовича та Кучера, є одним з архітектурних акцентів нижньої частини вул. Городоцької. Будинок П-подібний у плані, триповерховий, мурований з цегли, нетинькований. Завершений похилим дахом. Домінантами архітектурної композиції фасадів є високі східчасті причілки кутових розкріповок, на деяких з них встановлено герби Львова. Віконні прорізи аркові. Вікна на першому і другому поверхах вирішені як біфорії, на третьому — як трифорії (групуються по три). В екстер'єрі активно використовується текстура нетинькованої цегли і мотив аркатурного поясу. Внутрішнє планування — коридорно-кабінетного типу.

## Навчально-виховний процес
У гімназії навчально-виховний процес спрямований на поглиблене вивчення правознавства та економіки і складається з трьох етапів:
- І—III (5—7) класи — закладаються знання з основ наук (математика, українська мова та література, історія, іноземні мови, дисципліни естетичного спрямування); формуються почуття відповідальності, активної життєвої позиції, взаєморозуміння, підтримки; проводиться робота щодо виявлення здібностей, нахилів учнів.
- IV—V (8—9) класи — гімназисти залучаються до основ науково-дослідницької діяльності; формуються громадянська позиція, підприємливість шляхом впровадження курсів «Практичне право», «Правознавство», «Львовознавство», «Економіка».
- VI—VII (10—11) класи — навчання грунтовно пов'язується зі спеціальностями, обраними гімназистами; здійснюється їх підготовка до вступу у заклади вищої освіти.

## Адміністрація
- Іванчишин Оксана Миронівна — директор гімназії.
- Савчак Ореста Теодозіївна — заступник директора з навчально-виховної роботи.
- Ярошевич Віра Володимирівна — заступник директора з навчально-виховної роботи.
- Богоносюк Марта Романівна — заступник директора з навчально-виховної роботи.
- Гринчишин Марія Ігорівна — заступник директора з навчально-виховної роботи.

## Гуртки
У Львівській правничій гімназії діють наступні гуртки:
- Вокальний ансамбль «Мрія»;
- Спортивний клуб «Спарта»;
- Наукове товариство «Територія права»;
- Театральний гурток;
- Гурток мистецтва «Світло»;
- Хореографічний гурток «Стиль»;
- Клуб «Юні шахісти».

## Події
На вулиці Городоцькій, перед колишньою школою Святої Анни взимку 1972 року сталася жахлива катастрофа. Трамвай № 6 втратив керування і, розігнавшись на спуску вулиці Городоцької, в'їхав на зупинку-острівець, яких тоді було багато на львівських вулицях. Загинуло близько 30 осіб, а з самої трагедії зробили таємницю, про яку заборонили повідомляти в радянській пресі.